# São Sebastião do Passé
São Sebastião do Passé este un oraș în statul Bahia (BA) din Brazilia.